# Germerblättrige Stendelwurz
Die Germerblättrige Stendelwurz (Epipactis veratrifolia) ist eine Orchideen-Art, die zur Gattung Stendelwurzen (Epipactis) gehört.

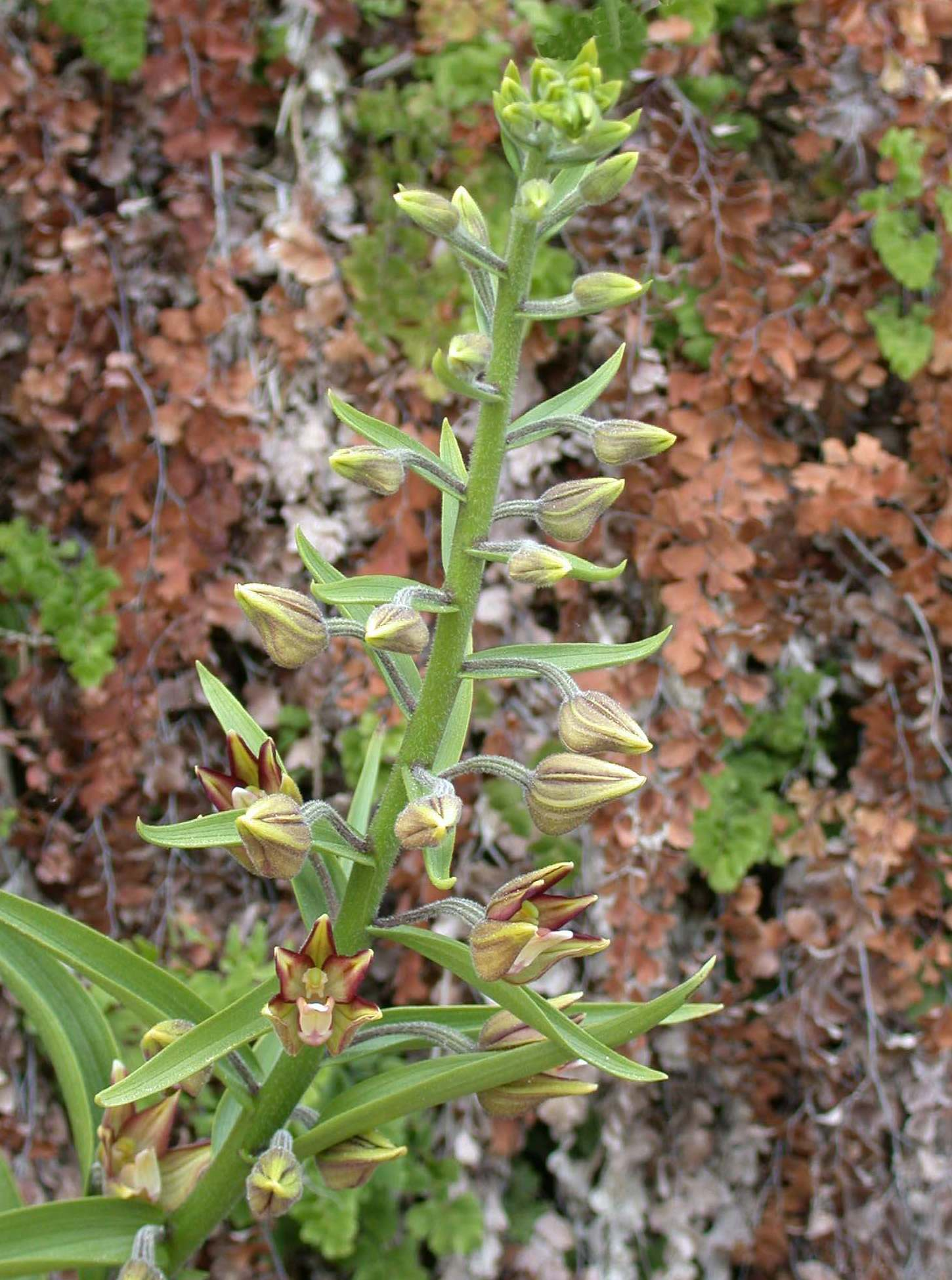
Blütenstand

## Beschreibung
Diese ausdauernde krautige Pflanze erreicht Wuchshöhen von 12 bis 100 cm, in seltenen Fällen auch bis 150 cm. Dieser Geophyt bildet ein kurzes kriechendes Rhizom als Überdauerungsorgan. Der Stängel besitzt drei bis vier scheidige Schuppenblätter. Am Grund des Stängels findet man drei bis neun schmale bis eiförmig-lanzettliche Laubblätter, die spitz zu laufen, 8 bis 25 cm lang und 1,2 bis 6 cm breit werden. 
Der relativ lockere Blütenstand wird bis zu 60 cm lang, ist mit kurzen Haaren übersät und enthält vier bis 25 nickende Blüten. Typisch für diese Pflanzenart ist die Länge der Tragblätter, die länger sind als die Blüten. Die lang gestielten, zwittrigen, zygomorphen Blüten haben einen kurzhaarigen Fruchtknoten. Die Blütenhüllblätter sind grünlich mit einer braunroten Randzone gefärbt. Die Blütezeit liegt zwischen Mai und August. Die Fortpflanzung  erfolgt über Fremdbestäubung.
Die Chromosomenzahl beträgt 2n = 40 oder 60.

## Verbreitung und Standort
Das Verbreitungsgebiet erstreckt sich von der Südost- und Südtürkei entlang der Levante bis zur Sinaihalbinsel. Auch auf Zypern und in Vorderasien ist diese Blume zu finden. Einige Exemplare hat man auch in der Nordtürkei und im Irak, in Persien und von Afghanistan und Pakistan bis Nepal, Indien und Myanmar gefunden. Isolierte  Vorkommen gibt es auch in Ostafrika (Somalia) und Äthiopien.
Man findet diese Stendelwurz-Art an Quellfluren, Ufern, nassen Wiesen und wasserüberrieselten Felshängen in Höhenlagen zwischen 200 und 2100 Metern NN. Nasse basenreiche Böden mit viel Kalk werden bevorzugt.

## Molekulare Mimikry
Forscher des Max-Planck-Instituts für chemische Ökologie berichteten im Jahr 2010, dass die Germerblättrige Stendelwurz Schwebfliegen als Bestäuber anlockt, indem sie drei chemische Alarmsubstanzen von Blattläusen nachahmt. Diese Form der Mimikry verleitet Schwebfliegen dazu, ihre Eier neben den vorgetäuschten Blattläusen abzulegen, da Schwebfliegen-Larven sich von diesen ernähren.

## Taxonomie
Die Germerblättrige Stendelwurz wurde 1854 von Pierre Edmond Boissier und Rudolph Friedrich Hohenacker in Diagnoses Plantarum Orientalium novarum Serie 1, Band 13, Seite 11 als Epipactis veratrifolia erstbeschrieben.